# Sue Davies

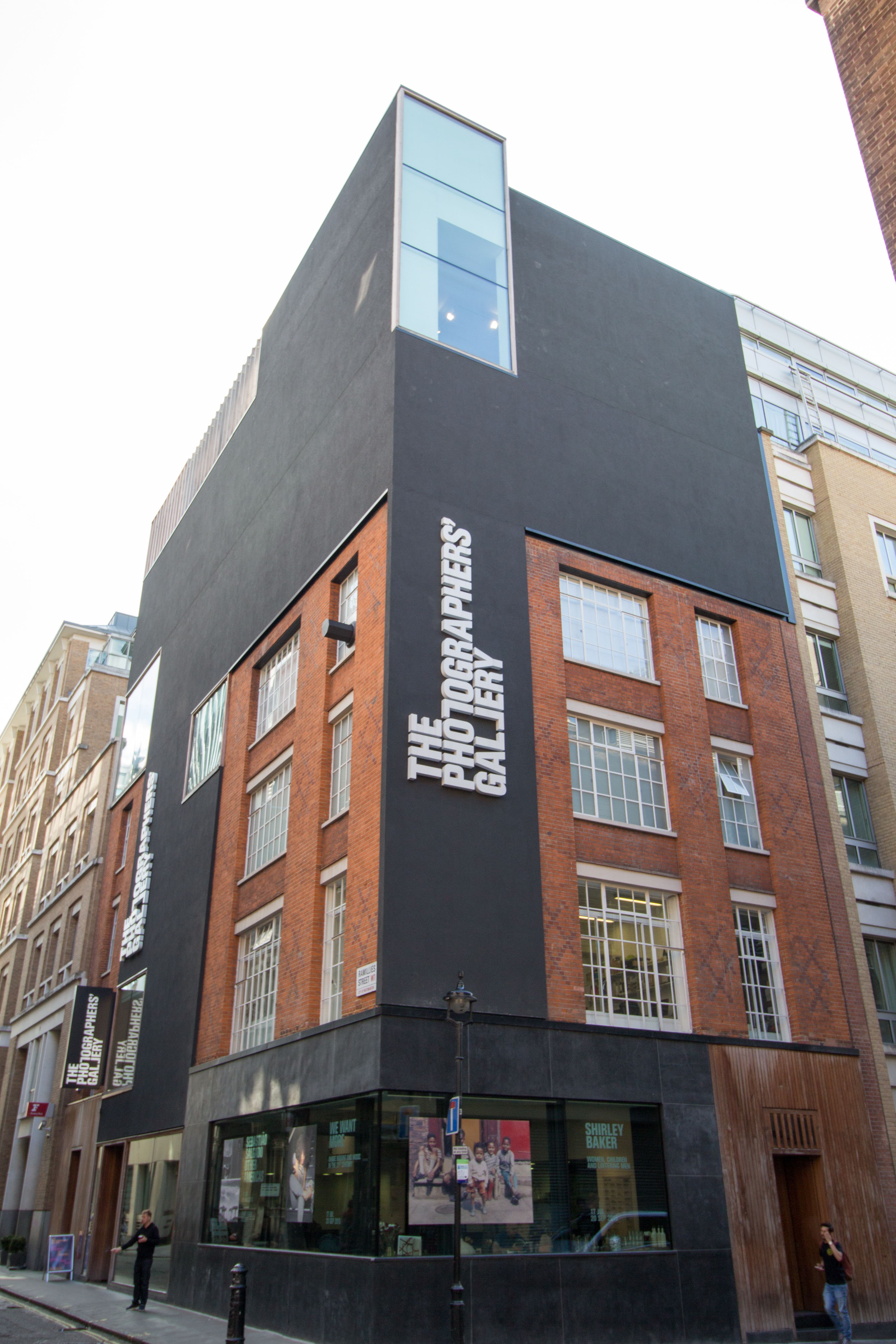
The Photographers' Gallery, Londýn

Sue Davies (14. dubna 1933 Ábádán – 18. dubna 2020 Hereford) byla anglická galeristka a kurátorka. V roce 1971 založila The Photographers' Gallery, první nezávislou britskou fotografickou galerii, kterou vedla až do roku 1991.

## Životopis
Susan Elizabeth (Sue) Davies (roz. Adey) se narodila v Abadanu v Íránu 14. dubna 1933, kde její otec Stanworth Adey pracoval jako inženýr v anglo-íránské ropné společnosti a později v New Yorku. Její matka byla Joan (rozená Charlesworth). Rodina se vrátila do Británie, když jí bylo 14, chodila do školy v Kentu a Londýně. V roce 1954 se provdala za jazzového hudebníka Johna R. T. Daviese (1927–2004). Páru se narodily tři děti: Joanna, Jessica a Stephanie (nejmladší Stephanie zemřela na rakovinu v roce 1988). Pracovala v Municipal Journal a poté nastoupila na částečný úvazek do Artists Placement Group v Londýně a poté v roce 1968 nastoupila do Institutu pro současné umění (Institute of Contemporary Art, ICA), kde byla sekretářem výstav Roland Penrose, spoluzakladatele ICA. Její zájem o fotografii vzbudila přítomnost Billa Jaye, který organizoval semináře pro Photo Study Center, a byl vyzván k instalaci výstavy Spectrum (duben-květen 1969), velké skupinové výstavy časopisu Stern na téma „Žena“, do které patřili britští umělci Dorothy Bohmová, Tony Ray-Jones a Donald McCullin.
Sue Davies zemřela po dlouhé nemoci 18. dubna 2020, čtyři dny po 87. narozeninách a rok před 50. výročí Photographers' Gallery.

## Ceny a ocenění
- 1982 – Medaile královské fotografické společnosti a čestné stipendium[9]
- 1988 – Birthday Honours, OBE
- 1990 – Cena za kulturu Německé fotografické společnosti